# Groupe Police Militaire
Il Groupe Police Militaire (Gruppo di Polizia Militare; Groep Militaire Politie in olandese) era il corpo militare dell'esercito belga che assolve i compiti di polizia militare su tutte e quattro le forze armate  del Belgio.

## Organizzazione
Il Gruppo è comandato da un tenente colonnello e dispone di 188 elementi in cinque distaccamenti.
Lo stato maggiore del Gruppo di Polizia Militare è basato nella Caserma Regina Elisabetta nel sobborgo dell'Evere, vicino a Bruxelles. Il Distaccamento Alfa distaccato all'Evere copre la provincia del Brabante e la capitale. Il Distaccamento Bravo copre il Brabante-Vallonia, le aree di Hainaut and Namur ed è distaccata a Nivelles. Il Distaccamento Charlie dislocato a Marche-en-Famenne copre la provincia di Liegi e l'area del Lussemburgo. Il Distaccamento Delta è responsabile per l'area di Limburgo e di Anversa ed è distaccato a Leopoldsburg. Il Distaccamento Echo, dislocato a Lombardsijde, ricopre le Fiandre orientali ed occidentali.
I poliziotti militari del Belgio sono identificati da fasce da braccio nere con le lettere "MP" bianche in maiuscolo, indossate sul braccio sinistro.

## Compiti istituzionali
Il corpo di Polizia Militare belga svolge i seguenti compiti:
- Mantenimento dell'ordine e della disciplina: consiste nella sorveglianza, nel mantenimento e, se necessario, nel restabilire la disciplina e l'ordine militari. Questo implica anche il controllo dei profughi e dei rifugiati e la sorveglianza e la scorta dei prigionieri di guerra.
- Controllo del traffico: include la sorveglianza del traffico e la sua regolazione per assicurare il flusso dei movimenti militari come previsto dai piani. Questo compito include la ricognizione e la segnalazione delle tratte da percorrere. Anche le investigazioni in seguito a incidenti stradali è parte della mansione.
- Missioni di sicurezza: la polizia militare deve prevenire o rendere inoffensiva ogni minaccia o attacco al personale o alle proprietà delle forze armate. La Polizia Militare ha l'incarico di proteggere, per esempio, il Palazzo della Nazione, i Parlamenti, i Consigli delle Regioni e delle Comunità, o quartieri generali e le conferenze riservate. La Polizia Militare provvede inoltre alle scorte in moto alle personalità di rilievo, svolge missioni di protezione ravvicinata e protegge i documenti riservati e i trasferimenti di denaro.

## Missioni
La polizia militare belga ha preso parte anche a missioni multinazionali di peacekeeping, in Afghanistan, in Kosovo e in Congo. La polizia federale belga, nella Divisione Crimini Militari, svolge le investigazioni riguardanti le forze armate.
Nel 2003, i compiti riguardanti i rifugiati in tempo di guerra sono stati trasferiti dalla Gendarmeria (poi disciolta) alla polizia militare. I componenti delle ex-compagnie (6 e 4) della Polizia Militare sono stati costituiti nel nuovo Gruppo di Polizia Militare, a fianco di alcuni Gendarmi precedentemente assegnati a doveri di polizia militare.